# Bukongo
Bukongo è una circoscrizione rurale (mixed ward) della Tanzania situata nel distretto di Ukerewe, regione di Mwanza. Conta una popolazione di 6 195 abitanti (censimento 2012).